# Zhang Jiao
Zhang Jiao (chinesisch 張角 / 张角, Pinyin Zhāng Jiǎo) oder Zhang Jue (Pinyin Zhāng Jué) war der Anführer des Aufstands der Gelben Turbane zur Zeit der späten Östlichen Han-Dynastie in China.

## Leben
Zhang Jiao war ein Anhänger des Daoismus und soll ein Enkel von Zhang Daoling gewesen sein, dem Gründer der Tianshi-Sekte. Er nahm den Titel Großer Lehrmeister an und führte die Bewegung der Gelben Turbane mit seinen Brüdern Zhang Bao und Zhang Liang an. Sein Projekt trug den Namen Himmlischer Weg oder Weg des Friedens. Die Gelben Turbane empörten sich gegen die Höhe der Steuern des Kaiserhauses und unternahmen im Jahr 184 eine Revolte, die das gesamte Reich erfasste. Der Kaiser Ling handelte rasch, indem er die Befugnisse der Generäle und Provinzgouverneure stark erweiterte. Dies führte allerdings auch zu einer Dezentralisierung der Macht. Innerhalb der nächsten zehn Jahre wurden nach und nach die Aufstände durch verschiedene Generäle und Warlords unterdrückt und ihre Anführer geschlagen.
Obwohl Zhang Jiao der Sage nach auch Heil- und Zauberkräfte besessen haben sollte, starb er selbst an einer Krankheit.
| Personendaten    | Personendaten                             |
| ---------------- | ----------------------------------------- |
| NAME             | Zhang Jiao                                |
| ALTERNATIVNAMEN  | Zhang Jue                                 |
| KURZBESCHREIBUNG | Anführer des Aufstands der Gelben Turbane |
| GEBURTSDATUM     | 2. Jahrhundert oder 3. Jahrhundert        |
| STERBEDATUM      | 2. Jahrhundert oder 3. Jahrhundert        |